# King's Lynn
King's Lynn este un oraș în comitatul Norfolk, regiunea East, Anglia. Orașul se află în districtul King's Lynn and West Norfolk a cărui reședință este.

## Persoane notabile
- Robert Armin (c. 1563–1615), actor și scriitor, s-a născut în King's Lynn
- Thomas Baines (1820–1875), pictor și explorator în Africa și Australia, s-a născut în King's Lynn
- William Gurnall (1616 -1679), autor și cleric, s-a născut în King's Lynn